# Geo Epoche
Geo Epoche (eigene Schreibweise GEO Epoche) ist ein deutschsprachiges Geschichtsmagazin. Es gehört zur Zeitschriftenfamilie von Geo und erscheint seit 1999 im Hamburger Verlagshaus Gruner + Jahr. Als Sonderhefte erscheinen seit 2010 Geo Epoche Edition, seit 2013 Geo Epoche Panorama und seit 2015 Geo Epoche Kollektion. 

## Geo Epoche

### Geschichte und Beschreibung
Das Geschichtsmagazin Geo Epoche wurde 1999 von Michael Schaper gegründet, dessen Chefredakteur er bis Ende 2019 war. Jens Schröder und Markus Wolff waren von Januar 2020 bis Anfang 2023 Chefredakteure von Geo Epoche. Sie verließen den Verlag als Reaktion auf die Sparmaßnahmen bei Gruner + Jahr. Als neue Chefredaktion wurden Katharina Schmitz und Jürgen Schaefer installiert.
Am 7. Februar 2023 kündigte Thomas Rabe (CEO der RTL Group und Vorstandsvorsitzender von Bertelsmann) die Einstellung der Zeitschrift an. Am 10. Februar 2023 wurde bekannt, dass die Entscheidung noch einmal überprüft wird. Am 4. Mai 2023 wurde bekannt gegeben, dass Geo Epoche als Marke und Printmagazin bestehen bleibt und zukünftig gemeinsam mit den Marken Geo, Capital, Stern und Stern Crime in das digitale Angebot Stern+ integriert wird.

### Liste der erschienenen Ausgaben
| Nr. | Jahr | Titel                                                                                      | ISBN                   |
| --- | ---- | ------------------------------------------------------------------------------------------ | ---------------------- |
| 1   | 1999 | Das Millennium. Bilanz eines Jahrtausends                                                  | ISBN 3-570-19198-2     |
| 2   | 1999 | Das Mittelalter. Ein neuer Blick auf 1000 rätselhafte Jahre                                | ISBN 3-570-19208-3     |
| 3   | 2000 | Das Reich der Pharaonen                                                                    | ISBN 3-570-19239-3     |
| 4   | 2000 | Die Indianer Nordamerikas                                                                  | ISBN 3-570-19262-8     |
| 5   | 2001 | Das römische Imperium                                                                      | ISBN 3-570-19292-X     |
| 6   | 2001 | Im Reich der Zaren                                                                         | ISBN 3-570-19322-5     |
| 7   | 2001 | 11. September 2001. Der Tag, der die Welt verändert hat                                    | ISBN 3-570-19350-0     |
| 8   | 2002 | Das alte China                                                                             | ISBN 3-570-19352-7     |
| 9   | 2002 | Deutschland nach dem Krieg 1945–1955                                                       | ISBN 3-570-19376-4     |
| 10  | 2003 | Die Macht der Päpste                                                                       | ISBN 3-570-19404-3     |
| 11  | 2003 | Amerikas Weg zur Weltmacht 1498–1898                                                       | ISBN 3-570-19431-0     |
| 12  | 2004 | Deutschland um 1900                                                                        | ISBN 3-570-19448-5     |
| 13  | 2004 | Das antike Griechenland                                                                    | ISBN 3-570-19449-3     |
| 14  | 2004 | Der Erste Weltkrieg                                                                        | ISBN 3-570-19451-5     |
| 15  | 2004 | Maya, Inka, Azteken. Die altamerikanischen Reiche                                          | ISBN 3-570-19450-7     |
| 16  | 2005 | Tsunami. Der Tod aus dem Meer                                                              | ISBN 3-570-19663-1     |
| 17  | 2005 | Kriegsende 1945. Das Finale des Weltenbrandes                                              | ISBN 3-570-19555-4     |
| 18  | 2005 | London. Geschichte einer Weltstadt 1558–1945                                               | ISBN 3-570-19557-0     |
| 19  | 2005 | Die Renaissance in Italien 1300–1560                                                       | ISBN 3-570-19558-9     |
| 20  | 2005 | Die Geschichte des Judentums                                                               | ISBN 3-570-19598-8     |
| 21  | 2006 | Das kaiserliche Japan                                                                      | ISBN 3-570-19556-2     |
| 22  | 2006 | Französische Revolution                                                                    | ISBN 3-570-19672-0     |
| 23  | 2006 | Preußen 1701–1871                                                                          | ISBN 3-570-19724-7     |
| 24  | 2006 | Das Zeitalter der Entdecker 1492–1912                                                      | ISBN 3-570-19725-5     |
| 25  | 2007 | Kaiser, Ritter, Hanse. Deutschland im Mittelalter                                          | ISBN 978-3-570-19737-0 |
| 26  | 2007 | Der Buddhismus                                                                             | ISBN 978-3-570-19738-7 |
| 27  | 2007 | Die Weimarer Republik                                                                      | ISBN 978-3-570-19739-4 |
| 28  | 2007 | Venedig 810–1900                                                                           | ISBN 978-3-570-19740-0 |
| 29  | 2008 | Der Dreißigjährige Krieg                                                                   | ISBN 978-3-570-19780-6 |
| 30  | 2008 | Die Industrielle Revolution                                                                | ISBN 978-3-570-19781-3 |
| 31  | 2008 | Als Spanien die Welt beherrschte                                                           | ISBN 978-3-570-19782-0 |
| 32  | 2008 | Das alte Ägypten                                                                           | ISBN 978-3-570-19783-7 |
| 33  | 2008 | New York 1625–1945                                                                         | ISBN 978-3-570-19829-2 |
| 34  | 2008 | Die Germanen                                                                               | ISBN 978-3-570-19830-8 |
| 35  | 2009 | Die Welt im Jahr 1000                                                                      | ISBN 978-3-570-19876-6 |
| 36  | 2009 | Australien                                                                                 | ISBN 978-3-570-19877-3 |
| 37  | 2009 | Die Deutsche Romantik                                                                      | ISBN 978-3-570-19878-0 |
| 38  | 2009 | Stalin 1917–1953                                                                           | ISBN 978-3-570-19879-7 |
| 39  | 2009 | Martin Luther und die Reformation                                                          | ISBN 978-3-570-19880-3 |
| 40  | 2009 | John F. Kennedy                                                                            | ISBN 978-3-570-19881-0 |
| 41  | 2010 | Indien 1450–1948                                                                           | ISBN 978-3-570-19906-0 |
| 42  | 2010 | Der Sonnenkönig                                                                            | ISBN 978-3-570-19907-7 |
| 43  | 2010 | Der Zweite Weltkrieg. Teil 1: 1939–1942                                                    | ISBN 978-3-570-19908-4 |
| 44  | 2010 | Der Zweite Weltkrieg. Teil 2: 1943–1945                                                    | ISBN 978-3-570-19909-1 |
| 45  | 2010 | Das Heilige Land                                                                           | ISBN 978-3-570-19910-7 |
| 46  | 2010 | Die Macht der Habsburger 1273–1918                                                         | ISBN 978-3-570-19911-4 |
| 47  | 2011 | Die Kelten                                                                                 | ISBN 978-3-652-00028-4 |
| 48  | 2011 | Mafia. Die Geschichte des organisierten Verbrechens                                        | ISBN 978-3-652-00029-1 |
| 49  | 2011 | England. Aufstieg einer Großmacht 1066–1660                                                | ISBN 978-3-652-00030-7 |
| 50  | 2011 | Rom. Die Geschichte der Republik 500 v. Chr. – 27 v. Chr.                                  | ISBN 978-3-652-00031-4 |
| 51  | 2011 | Das China des Mao Zedong 1893–1976                                                         | ISBN 978-3-652-00032-1 |
| 52  | 2011 | Otto von Bismarck 1815–1898                                                                | ISBN 978-3-652-00033-8 |
| 53  | 2012 | Die Wikinger. Entdecker, Krieger, Staatengründer                                           | ISBN 978-3-652-00072-7 |
| 54  | 2012 | Rom. Die Geschichte des Kaiserreichs 27 v. Chr. – 476 n. Chr.                              | ISBN 978-3-652-00073-4 |
| 55  | 2012 | Napoleon und seine Zeit 1769–1821                                                          | ISBN 978-3-652-00074-1 |
| 56  | 2012 | Das Osmanische Reich 1300–1922                                                             | ISBN 978-3-652-00076-5 |
| 57  | 2012 | Deutschland unter dem Hakenkreuz. Teil 1: 1933–1936                                        | ISBN 978-3-652-00077-2 |
| 58  | 2012 | Deutschland unter dem Hakenkreuz. Teil 2: 1937–1939                                        | ISBN 978-3-652-00080-2 |
| 59  | 2013 | Die Zeit der Kreuzritter 1096–1291                                                         | ISBN 978-3-652-00232-5 |
| 60  | 2013 | Der Amerikanische Bürgerkrieg                                                              | ISBN 978-3-652-00233-2 |
| 61  | 2013 | Israel. Die Geschichte des jüdischen Staates                                               | ISBN 978-3-652-00234-9 |
| 62  | 2013 | Piraten. Freibeuter, Abenteurer, Menschenhändler                                           | ISBN 978-3-652-00235-6 |
| 63  | 2013 | Alexander der Große. Eroberer eines Weltreichs 356–323 v. Chr.                             | ISBN 978-3-652-00236-3 |
| 64  | 2013 | Die DDR. Alltag im Arbeiter-und-Bauern-Staat 1949–1990                                     | ISBN 978-3-652-00237-0 |
| 65  | 2014 | 1914. Das Schicksalsjahr des 20. Jahrhunderts                                              | ISBN 978-3-652-00342-1 |
| 66  | 2014 | Afrika 1415–1960. Die Geschichte eines Kontinents                                          | ISBN 978-3-652-00343-8 |
| 67  | 2014 | Geheimdienste. Die Geschichte der Spionage                                                 | ISBN 978-3-652-00344-5 |
| 68  | 2014 | Der Wilde Westen. Die Geschichten hinter dem Mythos                                        | ISBN 978-3-652-00345-2 |
| 69  | 2014 | Der Kapitalismus. Wie ein Wirtschaftssystem die Welt eroberte                              | ISBN 978-3-652-00346-9 |
| 70  | 2014 | Karl der Große und das Reich der Deutschen 800–1806                                        | ISBN 978-3-652-00347-6 |
| 71  | 2015 | Südamerika. Geschichte eines Kontinents 1499–1998                                          | ISBN 978-3-652-00440-4 |
| 72  | 2015 | Rote-Armee-Fraktion. Deutschland und der Terrorismus                                       | ISBN 978-3-652-00441-1 |
| 73  | 2015 | Der Islam. Die Geschichte einer Weltreligion                                               | ISBN 978-3-652-00442-8 |
| 74  | 2015 | Das Britische Empire 1815–1914                                                             | ISBN 978-3-652-00443-5 |
| 75  | 2015 | Die Pest. Leben und Sterben im Mittelalter                                                 | ISBN 978-3-652-00444-2 |
| 76  | 2015 | Die Völkerwanderung. Germanen gegen Rom                                                    | ISBN 978-3-652-00445-9 |
| 77  | 2016 | Europa nach dem Krieg. Chaos und Neuanfang 1943–1953                                       | ISBN 978-3-652-00520-3 |
| 78  | 2016 | Byzanz 330–1453 n. Chr.                                                                    | ISBN 978-3-652-00521-0 |
| 79  | 2016 | Deutschland um 1800                                                                        | ISBN 978-3-652-00522-7 |
| 80  | 2016 | Der Vietnamkrieg 1946–1975. Kampf um ein Land in Südostasien                               | ISBN 978-3-652-00523-4 |
| 81  | 2016 | Das Christentum. Die Geschichte der größten Weltreligion                                   | ISBN 978-3-652-00524-1 |
| 82  | 2016 | Die Hanse 1150–1600. Europas heimliche Großmacht                                           | ISBN 978-3-652-00525-8 |
| 83  | 2017 | Die Russische Revolution                                                                   | ISBN 978-3-652-00642-2 |
| 84  | 2017 | Schottland. Die Geschichte hinter den Mythen                                               | ISBN 978-3-652-00643-9 |
| 85  | 2017 | Das Florenz der Medici                                                                     | ISBN 978-3-652-00644-6 |
| 86  | 2017 | Der Traum vom Fliegen                                                                      | ISBN 978-3-652-00645-3 |
| 87  | 2017 | Mythos Babylon. Die Geburt der Zivilisation 3300–500 v. Chr.                               | ISBN 978-3-652-00646-0 |
| 88  | 2017 | 1968. Studentenrevolte, Hippies, Vietnam – Die Chronik eines dramatischen Jahres           | ISBN 978-3-652-00647-7 |
| 89  | 2018 | Die Inquisition. Verfolgung und Gewalt im Namen der Kirche                                 | ISBN 978-3-652-00740-5 |
| 90  | 2018 | Irland 1170–2018. Die Geschichte der grünen Insel                                          | ISBN 978-3-652-00741-2 |
| 91  | 2018 | Der Kalte Krieg 1947–1991                                                                  | ISBN 978-3-652-00742-9 |
| 92  | 2018 | Bayern. Die Geschichte eines ganz besonderen deutschen Staates 1806–2018                   | ISBN 978-3-652-00743-6 |
| 93  | 2018 | Das kaiserliche China                                                                      | ISBN 978-3-652-00744-3 |
| 94  | 2018 | Die Welt der Ritter                                                                        | ISBN 978-3-652-00745-0 |
| 95  | 2019 | 1989. Europas Schicksalsjahr und seine Folgen                                              | ISBN 978-3-652-00849-5 |
| 96  | 2019 | Revolution in der Steinzeit                                                                | ISBN 978-3-652-00850-1 |
| 97  | 2019 | Der Kolonialismus                                                                          | ISBN 978-3-652-00851-8 |
| 98  | 2019 | Deutschland um 1700                                                                        | ISBN 978-3-652-00852-5 |
| 99  | 2019 | Das alte Persien                                                                           | ISBN 978-3-652-00853-2 |
| 100 | 2019 | Die Welt seit dem Jahr 1                                                                   | ISBN 978-3-652-00854-9 |
| 101 | 2020 | Das Goldene Zeitalter der Niederlande 1566–1715                                            | ISBN 978-3-652-00954-6 |
| 102 | 2020 | Die Stunde Null. Zwischen Apokalypse und Aufbruch – Deutschland im Jahr 1945               | ISBN 978-3-652-00955-3 |
| 103 | 2020 | Dürer und seine Zeit. Kunstrevolution und Reformation – Deutschland um 1500                | ISBN 978-3-652-00956-0 |
| 104 | 2020 | Die Karibik                                                                                | ISBN 978-3-652-00957-7 |
| 105 | 2020 | Denker, Forscher, Pioniere. Männer und Frauen, die unsere Welt veränderten 1500–1950       | ISBN 978-3-652-00958-4 |
| 106 | 2020 | Verbrechen der Vergangenheit                                                               | ISBN 978-3-652-00959-1 |
| 107 | 2021 | Rom und die Germanen                                                                       | ISBN 978-3-652-01039-9 |
| 108 | 2021 | Die bewegte Geschichte der Eidgenossenschaft Schweiz 1291–2021                             | ISBN 978-3-652-01040-5 |
| 109 | 2021 | Die Geschichte Südostasiens. Von Thailand bis Indonesien                                   | ISBN 978-3-652-01041-2 |
| 110 | 2021 | Die Geschichte der Demokratie. Wie Volksherrschaften entstehen – und wie sie scheitern     | ISBN 978-3-652-01042-9 |
| 111 | 2021 | Der Hundertjährige Krieg 1337–1453                                                         | ISBN 978-3-652-01043-6 |
| 112 | 2021 | Skandinavien. Die Geschichte des Nordens                                                   | ISBN 978-3-652-01044-3 |
| 113 | 2022 | Karthago und die Welt der Phönizer. Von den Anfängen bis zum Zeitalter Hannibals           | ISBN 978-3-652-01211-9 |
| 114 | 2022 | Das Ruhrgebiet. Die Geschichte einer deutschen Industrieregion von 1750 bis heute          | ISBN 978-3-652-01212-6 |
| 115 | 2022 | Katastrophen. Wie Naturgewalten und menschengemachte Desaster die Geschichte geprägt haben | ISBN 978-3-652-01213-3 |
| 116 | 2022 | Der Spanische Bürgerkrieg 1936–1939. Was zu ihm führte, wie er bis heute wirkt             | ISBN 978-3-652-01214-0 |
| 117 | 2022 | Polen. 1000 Jahre Europäische Geschichte                                                   | ISBN 978-3-652-01215-7 |
| 118 | 2022 | Die Seidenstraße. Handel, Glanz und der Kampf um das Herz Asiens                           | ISBN 978-3-652-01216-4 |
| 119 | 2023 | Verschwörungsmythen. Wie der Glaube an finstere Machenschaften die Geschichte geprägt hat  | ISBN 978-3-652-01266-9 |
| 120 | 2023 | Die Rosenkriege. Kampf um Englands Krone 1450–1500                                         | ISBN 978-3-652-01267-6 |
| 121 | 2023 | Südafrika. Von der Steinzeit bis heute                                                     | ISBN 978-3-652-01268-3 |
| 122 | 2023 | Der Balkan. Die Geschichte Südosteuropas                                                   | ISBN 978-3-652-01269-0 |
| 123 | 2023 | Die Bronzezeit                                                                             | ISBN 978-3-652-01270-6 |
| 124 | 2023 | Deutschland um 1600. Katholiken gegen Protestanten                                         | ISBN 978-3-652-01271-3 |
| 125 | 2024 | Die Normannen. Wie die Nachfahren von Wikingern das Mittelalter prägten                    | ISBN 978-3-652-01505-9 |
| 126 | 2024 | Das geteilte Deutschland 1949–1989. Von der Spaltung bis zum Mauerfall                     | ISBN 978-3-652-01506-6 |
| 127 | 2024 | Mexiko. Von den Azteken bis zum Drogenkrieg                                                | ISBN 978-3-652-01507-3 |
| 128 | 2024 | Der Siebenjährige Krieg 1756–1763. Ein Weltkrieg im 18. Jahrhundert                        | ISBN 978-3-652-01508-0 |
| 129 | 2024 | Öl. Wie ein Rohstoff die Welt erobert                                                      | ISBN 978-3-652-01509-7 |
| 130 | 2024 | Kleopatra. Die letzte Pharaonin und ihre Welt                                              | ISBN 978-3-652-01510-3 |
| 131 | 2025 | Bauernkrieg 1524–26                                                                        | ISBN 978-3-652-01525-7 |
| 132 | 2025 | Türkei. Die Geschichte der Republik                                                        | ISBN 978-3-652-01526-4 |
| 133 | 2025 | Drogen. Die Geschichte von Rausch, Sucht und Verbrechen                                    | ISBN 978-3-652-01527-1 |
| 134 | 2025 | Die Franken. Großmacht des Mittelalters                                                    | ISBN 978-3-652-01528-8 |

### Sonderauflagen mit DVD
Seit Ausgabe Nr. 25 „Kaiser – Ritter – Hanse. Deutschland im Mittelalter“ erscheint Geo Epoche auch als Sonderauflage mit DVD. Die Dokumentarfilme sind in Zusammenarbeit mit Partnern wie dem ZDF, Arte oder dem Bayerischen Rundfunk entstanden.
| Ausgabe | DVD-Titel | ISBN                   |
| ------- | --- | ---------------------- |
| 25      | Europa im Mittelalter | ISBN 978-3-570-19778-3 |
| 26      | Der XIV. Dalai Lama | ISBN 978-3-570-19779-0 |
| 27      | Berlin in den Zwanziger Jahren | ISBN 978-3-570-19776-9 |
| 28      | Venedig. Der Glanz der Serenissima | ISBN 978-3-570-19828-5 |
| 29      | Der Dreißigjährige Krieg. Mit Gottes Segen in die Hölle                                                                                           | ISBN 978-3-570-19831-5 |
| 30      | Die Industrielle Revolution. Aufbruch in die Moderne                                                                                              | ISBN 978-3-570-19842-1 |
| 31      | Die Konquistadoren. Spaniens Gier nach Gold | ISBN 978-3-570-19844-5 |
| 32      | Legendäre Entdecker. Auf der Spur der Pharaonen                                                                                                   | ISBN 978-3-570-19849-0 |
| 33      | Zwei Wahrzeichen und ihre Geschichte. Brooklyn Bridge & Empire State Building                                                                     | ISBN 978-3-570-19850-6 |
| 34      | Germanen gegen Rom. Im Bann eines rätselhaften Volkes                                                                                             | ISBN 978-3-570-19851-3 |
| 35      | Das Jahr 1000. Die Welt am Ende des ersten Millenniums                                                                                            | ISBN 978-3-570-19888-9 |
| 36      | „Long Walk Home“. Eine wahre Geschichte aus Australien.                                                                                           | ISBN 978-3-570-19889-6 |
| 37      | Napoleon und die Deutschen | ISBN 978-3-570-19890-2 |
| 38      | Stalin. Der Mythos – Der Kriegsherr – Der Tyrann                                                                                                  | ISBN 978-3-570-19891-9 |
| 39      | Die Reformation. Luthers Kampf gegen den Papst.                                                                                                   | ISBN 978-3-570-19892-6 |
| 40      | Tod in Dallas. Die Rätsel um den Mord an John F. Kennedy                                                                                          | ISBN 978-3-570-19893-3 |
| 41      | Indien. Die erste Hochkultur am Indus. Der Kampf des Mahatma Gandhi                                                                               | ISBN 978-3-570-19912-1 |
| 42      | Versailles. Der Traum eines Königs | ISBN 978-3-570-19913-8 |
| 43      | The War. Teil 1: 1941–1943. Die USA und der Zweite Weltkrieg                                                                                      | ISBN 978-3-652-00001-7 |
| 44      | The War. Teil 2: 1944–1945. Die USA und der Zweite Weltkrieg                                                                                      | ISBN 978-3-570-19915-2 |
| 45      | Was die Bibel verschweigt. Archäologen überprüfen das Alte Testament                                                                              | ISBN 978-3-570-19916-9 |
| 46      | Mozart. Genie am Hof der Habsburger | ISBN 978-3-570-19917-6 |
| 47      | Die Kelten. Aufstieg und Fall einer rätselhaften Völkerschar im Zentrum Europas                                                                   | ISBN 978-3-652-00034-5 |
| 48      | Die russische Mafia. Paten berichten von der „Ehre der Diebe“                                                                                     | ISBN 978-3-652-00035-2 |
| 49      | Auf der Suche nach Shakespeare. Wie lebte der berühmteste Dichter der Literaturgeschichte?                                                        | ISBN 978-3-652-00036-9 |
| 50      | Rom – Die Krise der Republik. Von den Reformen des Tiberius Gracchus bis zur Ermordung Caesars                                                    | ISBN 978-3-652-00037-6 |
| 51      | „Morning Sun“. Ein Film über die Kulturrevolution                                                                                                 | ISBN 978-3-652-00038-3 |
| 52      | Otto von Bismarck. Das Gesicht eines Zeitalters                                                                                                   | ISBN 978-3-652-00039-0 |
| 53      | „Götterdämmerung“. Die Wikinger und das Ende ihres heidnischen Glaubens                                                                           | ISBN 978-3-652-00081-9 |
| 54      | Rom – Die Kaiser und ihr Reich. Von der Herrschaft Neros bis zum Siegeszug des Christentums                                                       | ISBN 978-3-652-00082-6 |
| 55      | Napoleon. Triumph und Fall eines Außenseiters | ISBN 978-3-652-00083-3 |
| 56      | Die Bagdadbahn. Schienenweg durch den Orient | ISBN 978-3-652-00084-0 |
| 57      | Gestapo. Die Verbrechen der Geheimen Staatspolizei                                                                                                | ISBN 978-3-652-00085-7 |
| 58      | 12 Jahre, 3 Monate, 9 Tage. Jahreschronik des „Dritten Reichs“: 1933–1945                                                                         | ISBN 978-3-652-00087-1 |
| 59      | Die Kreuzzüge. Krieg im Namen Gottes: 1096–1291                                                                                                   | ISBN 978-3-652-00222-6 |
| 60      | Gettysburg. Die entscheidende Schlacht | ISBN 978-3-652-00223-3 |
| 61      | Kampf ums Heilige Land. Die Geschichte eines unlösbaren Konflikts                                                                                 | ISBN 978-3-652-00224-0 |
| 62      | Seeräuber von Ostafrika. Zwei Dokumentationen über das berüchtigtste Seegebiet der Welt                                                           | ISBN 978-3-652-00225-7 |
| 63      | Die Welten des Alexander – Makedonien und Persien. Zwei Dokumentationen über die Heimat des Eroberers – und das Reich, das er unterwirft          | ISBN 978-3-652-00226-4 |
| 64      | Der Fall der Mauer. Die letzten Monate, Tage, Stunden des deutschen Todesstreifens                                                                | ISBN 978-3-652-00227-1 |
| 65      | Der Erste Weltkrieg in Farbe. Der Untergang des alten Europa: 1914–1918                                                                           | ISBN 978-3-652-00336-0 |
| 66      | Schatten über dem Kongo. Die Geschichte einer Kolonie in Afrika                                                                                   | ISBN 978-3-652-00337-7 |
| 67      | Israels geheimer Krieg. Die Operationen des Nachrichtendienstes Schin Bet                                                                         | ISBN 978-3-652-00338-4 |
| 68      | General Custer – Eine amerikanische Legende. Die Schlacht am Little Bighorn River                                                                 | ISBN 978-3-652-00339-1 |
| 69      | „Master of the Universe“ – Die Herren der Finanzwelt. Ein Insider aus dem Herzen des Kapitalismus                                                 | ISBN 978-3-652-00340-7 |
| 70      | Karl der Große – Der erste Kaiser. Eine Dokumentation über den bedeutendsten Herrscher des Mittelalters                                           | ISBN 978-3-652-00341-4 |
| 71      | Konquistadoren Cortés und Pizarro. Das Ende der Azteken und der Inka: Wie zwei mächtige Imperien der europäischen Gier nach Gold zum Opfer fielen | ISBN 978-3-652-00434-3 |
| 72      | Black Box BRD – Der Bankier und der Terrorist. Alfred Herrhausen und Wolfgang Grams: Doppelporträt über ein Opfer und einen Kämpfer der RAF       | ISBN 978-3-652-00435-0 |
| 73      | Das Morgenland – Die Geschichte der islamischen Welt. Wie aus der Vision eines arabischen Kaufmanns ein weltumspannender Glaube wurde             | ISBN 978-3-652-00436-7 |
| 74      | Imperium der Händler – Die East India Company. Wie Kaufleute und Abenteurer ein Großreich begründeten                                             | ISBN 978-3-652-00437-4 |
| 75      | Der Schwarze Tod. Die Geschichte der Pest: 1347–1353                                                                                              | ISBN 978-3-652-00438-1 |
| 76      | Sturm über Europa. Die Germanen und der Untergang Roms                                                                                            | ISBN 978-3-652-00439-8 |
| 77      | Damals nach dem Krieg. Deutschland zwischen 1945 und 1949                                                                                         | ISBN 978-3-652-00514-2 |
| 78      | Konstantinopel. Kapitale dreier Weltreiche: 660 v. Chr.–1922                                                                                      | ISBN 978-3-652-00515-9 |
| 79      | Der Poet und der Forscher – Goethe und Humboldt. Zwei deutsche Genies um 1800                                                                     | ISBN 978-3-652-00516-6 |
| 80      | Vietnam. Krieg ohne Fronten: 1965–1975 | ISBN 978-3-652-00517-3 |
| 81      | Wer war Jesus? Spurensuche im Heiligen Land | ISBN 978-3-652-00518-0 |
| 82      | Die Deutsche Hanse. Eine heimliche Supermacht | ISBN 978-3-652-00519-7 |
| 83      | Lenin. Der Fanatiker der Macht | ISBN 978-3-652-00636-1 |
| 84      | Kampf um die Freiheit. Die Schlacht von Bannockburn (1314)                                                                                        | ISBN 978-3-652-00637-8 |
| 85      | Michelangelo. Das florentinische Genie | ISBN 978-3-652-00638-5 |
| 86      | Aufbruch in den Weltraum. Der Wettlauf der Supermächte zum Mond                                                                                   | ISBN 978-3-652-00639-2 |
| 87      | Ein Babylonisches Weltwunder? Die Hängenden Gärten der Semiramis                                                                                  | ISBN 978-3-652-00640-8 |
| 88      | Das Jahr 1968. Chronik eines weltweiten Aufruhrs                                                                                                  | ISBN 978-3-652-00641-5 |
| 89      | Der Fall Galilei. Ein Gelehrter vor der Inquisition                                                                                               | ISBN 978-3-652-00734-4 |
| 90      | Der Kampf um Nordirland. Geschichte eines 30-jährigen Bürgerkriegs                                                                                | ISBN 978-3-652-00735-1 |
| 91      | Im Schatten der Bombe. Die geheimen Atomversuche der Supermächte im Kalten Krieg                                                                  | ISBN 978-3-652-00736-8 |
| 92      | Vom Königreich zum Freistaat. 200 Jahre bayerische Geschichte                                                                                     | ISBN 978-3-652-00737-5 |
| 93      | Die Stadt der Kaiser. Beijing im Wandel der Geschichte                                                                                            | ISBN 978-3-652-00738-2 |
| 94      | Unter dem schwarzen Kreuz. Die Geschichte des Deutschritterordens                                                                                 | ISBN 978-3-652-00739-9 |
| 95      | Die neue Macht des Kreml. Russlands Streben nach einstiger Größe                                                                                  | ISBN 978-3-652-00843-3 |
| 96      | Das Vermächtnis der Neandertaler. Wie sie lebten und uns prägten: Auf den Spuren unserer steinzeitlichen Verwandten                               | ISBN 978-3-652-00844-0 |
| 97      | Herz der Finsternis. Die Geschichte des Kongo von der Kolonialzeit bis heute                                                                      | ISBN 978-3-652-00845-7 |
| 98      | Georg Friedrich Händel. Genie des Barock | ISBN 978-3-652-00846-4 |
| 99      | Das moderne Persien. Der Iran im 20. Jahrhundert                                                                                                  | ISBN 978-3-652-00847-1 |
| 100     | Schätze der Menschheit | ISBN 978-3-652-00848-8 |
| 101     | Rätselhafte Meisterwerke. Die größten Geheimnisse der niederländischen Malerei                                                                    | ISBN 978-3-652-00948-5 |
| 102     | Die NS-Elite vor Gericht. Der Jahrhundertprozess von Nürnberg                                                                                     | ISBN 978-3-652-00949-2 |
| 103     | Deutschland um 1500. Vom Buchdruck bis zu Luthers Reformation und deren Folgen                                                                    | ISBN 978-3-652-00950-8 |
| 104     | Kuba im globalen Spiel. Von Fidel Castros Revolution bis heute                                                                                    | ISBN 978-3-652-00951-5 |
| 105     | Louis Pasteur und Robert Koch. Duell im Reich der Mikroben                                                                                        | ISBN 978-3-652-00952-2 |
| 106     | Das Vermächtnis des Sherlock Holmes. Der Meisterdetektiv und sein Einfluss auf die Kriminalistik                                                  | ISBN 978-3-652-00953-9 |
| 107     | Die Germanen im Südwesten. Alltag, Kampf und Kult im Land jenseits des Limes                                                                      | ISBN 978-3-652-01039-9 |
| 108     | Generalstreik 1918. Ausnahmezustand: Die Schweiz am Rande des Bürgerkriegs                                                                        | ISBN 978-3-652-01046-7 |
| 109     | Das Rätsel von Angkor. Wie Forscher eine untergegangene Kultur entschlüsseln                                                                      | ISBN 978-3-652-01047-4 |
| 110     | Demokratie unter Druck. Wie Demagogen, Populisten und autoritäre Herrscher die Freiheit bedrohen                                                  | ISBN 978-3-652-01048-1 |
| 111     | Jeanne d’Arc – Die Frau hinter der Legende. Die französische Nationalheldin und die Frage: Was ist Mythos, was wahr?                              | ISBN 978-3-652-01049-8 |
| 112     | Wikinger. Von Skandinavien bis in die Neue Welt: Auf den Spuren der Wikinger                                                                      | ISBN 978-3-652-01050-4 |
| 113     | Hannibal. Der Schrecken Roms | ISBN 978-3-652-01217-1 |
| 114     | Die Steinkohle. Schatz aus der Tiefe | ISBN 978-3-652-01218-8 |
| 115     | Pompeji. Der letzte Tag | ISBN 978-3-652-01219-5 |
| 116     | Vom Kämpfen und Sterben der Internationalen Brigaden. Wie Zehntausende Freiwillige gegen Franco in den Krieg zogen                                | ISBN 978-3-652-01220-1 |
| 117     | Strajk. Die Helden von Danzig | ISBN 978-3-652-01221-8 |
| 118     | Mythos Seidenstraße. Ein Reise auf den Spuren eines legendären Handelsnetzes                                                                      | ISBN 978-3-652-01222-5 |
| 119     | Eine Geschichte des Antisemitismus | ISBN 978-3-652-01272-0 |
| 120     | Shakespeares Richard III. Das Drama eines Bösewichtes                                                                                             | ISBN 978-3-652-01273-7 |
| 121     | Black Mambas. Die Wildhüterinnen vom Kruger-Nationalpark                                                                                          | ISBN 978-3-652-01274-4 |
| 122     | Illusion Jugoslawien. Aufstieg und Zerfall eines Vielvölkerstaates                                                                                | ISBN 978-3-652-01275-1 |
| 123     | Die großen Rätsel des Alten Ägyptens. Archäologenteams auf Spurensuche im Land der Pharaonen                                                      | ISBN 978-3-652-01276-8 |
| 124     | Glauben, Leben, Sterben. Menschen im Dreißigjährigen Krieg                                                                                        | ISBN 978-3-652-01277-5 |
| 125     | Mont-Saint-Michel – Das rätselhafte Labyrinth. Die Geschichte eines der beeindruckendsten Bauwerke der Normandie                                  | ISBN 978-3-652-01511-0 |
| 126     | Deutschland '61/'89. Countdown zum Mauerbau/Mauerfall                                                                                             | ISBN 978-3-652-01512-7 |
| 127     | Die Macht der Kartelle. Der Drogenkrieg in Mexiko                                                                                                 | ISBN 978-3-652-01513-4 |
| 128     | Maria Theresia. Herrscherin, Strategin, Mutter | ISBN 978-3-652-01514-1 |
| 129     | Das System Total. Anatomie eines Energiekonzerns                                                                                                  | ISBN 978-3-652-01515-8 |
| 130     | Königinnen vom Nil. Weibliche Macht im Alten Ägypten                                                                                              | ISBN 978-3-652-01516-5 |
| 131     | Geheimnisse der Renaissance | ISBN 978-3-652-01531-8 |
| 132     | Atatürk & Erdogan. Zwei türkische Machtmenschen                                                                                                   | ISBN 978-3-652-01532-5 |
| 133     | Der große Rausch. Von den ersten Drogenkartellen zum globalen Handel                                                                              | ISBN 978-3-652-01533-2 |
| 134     | Wikinger. Die Großen Feinde der Franken | ISBN 978-3-652-01534-9 |

## Sonderhefte

### Geo Epoche Edition

#### Geschichte und Beschreibung
Geo Epoche Edition erscheint seit 2010 zweimal jährlich und präsentiert jeweils eine Ära der Kunstgeschichte oder stellt das Leben und Werk eines bedeutenden Künstlers vor.

#### Liste der erschienenen Ausgaben
| Nr. | Jahr | Titel                                                                                                   | ISBN                   |
| --- | ---- | --- | ---------------------- |
| 1   | 2010 | Barock. Das Zeitalter der Inszenierung 1600–1750                                                        | ISBN 978-3-570-19981-7 |
| 2   | 2010 | Impressionismus. Aufbruch in die Moderne 1860–1914                                                      | ISBN 978-3-652-00001-7 |
| 3   | 2011 | Renaissance. Genies feiern die Schönheit 1400–1600                                                      | ISBN 978-3-652-00053-6 |
| 4   | 2011 | Expressionismus. Rebellion mit der Farbe 1905–1925                                                      | ISBN 978-3-652-00054-3 |
| 5   | 2012 | Die Kunst des Mittelalters                                                                              | ISBN 978-3-652-00078-9 |
| 6   | 2012 | Pop Art. Rebellion und Reklame                                                                          | ISBN 978-3-652-00079-6 |
| 7   | 2013 | Das Goldene Zeitalter der Niederlande. Rembrandt, Rubens, Vermeer: Der Glanz einer einzigartigen Ära    | ISBN 978-3-652-00220-2 |
| 8   | 2013 | Surrealismus. Aufstand gegen die Vernunft                                                               | ISBN 978-3-652-00221-9 |
| 9   | 2014 | Die Kunst der Antike. Wie Griechen und Römer die europäische Kultur begründeten                         | ISBN 978-3-652-00334-6 |
| 10  | 2014 | Die Kunst der Romantik. Europas Maler im Zeitalter der Sehnsucht 1790–1860                              | ISBN 978-3-652-00335-3 |
| 11  | 2015 | Italien und seine Meisterwerke. Höhepunkte aus fünf Jahrhunderten 1300–1750                             | ISBN 978-3-652-00432-9 |
| 12  | 2015 | Dürer und der Aufstieg der deutschen Kunst. Cranach, Holbein, Altdorfer: Die Meister einer neuen Zeit   | ISBN 978-3-652-00433-6 |
| 13  | 2016 | Die Kunst der Pharaonen                                                                                 | ISBN 978-3-652-00512-8 |
| 14  | 2016 | Jugendstil und Art Déco. Die Ästhetik des Alltags 1890–1940                                             | ISBN 978-3-652-00513-5 |
| 15  | 2017 | Van Gogh und seine Zeit. Leben und Wirken eines schwierigen Genies 1853–1890                            | ISBN 978-3-652-00634-7 |
| 16  | 2017 | 100 Meisterwerke. Die bedeutendsten Gemälden von der Steinzeit bis zur Gegenwart                        | ISBN 978-3-652-00635-4 |
| 17  | 2018 | Die großen Maler. Teil 1: Von Sandro Botticelli bis Jan Vermeer 1475–1675                               | ISBN 978-3-652-00732-0 |
| 18  | 2018 | Die großen Maler. Teil 2: Von Caspar David Friedrich bis Andy Warhol 1800–1987                          | ISBN 978-3-652-00733-7 |
| 19  | 2019 | Leonardo da Vinci. Maler, Forscher, Universalgenie 1452–1519                                            | ISBN 978-3-652-00841-9 |
| 20  | 2019 | Rembrandt. Leben und Werk eines Jahrhundertmalers 1606–1669                                             | ISBN 978-3-652-00842-6 |
| 21  | 2020 | Der Blaue Reiter. Leuchtende Farben, abstrakte Formen: Wie Kunstrebellen die Malerei revolutionierten   | ISBN 978-3-652-00946-1 |
| 22  | 2020 | Claude Monet und seine Zeit. Pionier einer neuen Malerei 1840–1926                                      | ISBN 978-3-652-00947-8 |
| 23  | 2021 | Samurai. Die Kunst des feudalen Japan 1185–1868                                                         | ISBN 978-3-652-01054-2 |
| 24  | 2021 | Die Kunst des deutschen Kaiserreichs. Ästhetik zwischen Macht und Rebellion 1871–1918                   | ISBN 978-3-652-01055-9 |
| 25  | 2022 | Die Kunst Spaniens. Von El Greco, Diego Velázquez, Francisco de Goya bis Antoni Gaudí und Pablo Picasso | ISBN 978-3-652-01224-9 |
| 26  | 2022 | Gotik. Die Ära des Lichts: Wie die Meister des Mittelalters die Kunst erstrahlen ließen                 | ISBN 978-3-652-01225-6 |
| 27  | 2023 | Die Kunst der USA. Von der Kolonialzeit bis zum 21. Jahrhundert                                         | ISBN 978-3-652-01285-0 |

### Geo Epoche Panorama

#### Geschichte und Beschreibung
GEO Epoche Panorama erscheint seit 2013 und präsentiert vergangene Zeiten im Großformat mit fast ausschließlich alten Fotografien und kurzen Bildtexten.

#### Liste der erschienenen Ausgaben
| Nr. | Jahr | Titel | ISBN                   |
| --- | ---- | --- | ---------------------- |
| 1   | 2013 | Deutschland zur Kaiserzeit. Das Deutsche Reich in historischen Fotos 1871–1914                                              | ISBN 978-3-652-00253-0 |
| 2   | 2013 | Das Amerikanische Jahrhundert 1898–2001. Die Geschichte der Supermacht USA in historischen Fotos                            | ISBN 978-3-652-00285-1 |
| 3   | 2014 | Trümmerzeit und Wiederaufbau. Deutschland 1945–1955                                                                         | ISBN 978-3-652-00296-7 |
| 4   | 2014 | Bis ans Ende der Welt. Fotografische Expeditionen 1850–1925                                                                 | ISBN 978-3-652-00354-4 |
| 5   | 2015 | Die Weimarer Republik. Die Geschichte der ersten deutschen Demokratie in historischen Fotos 1918–1933                       | ISBN 978-3-652-00452-7 |
| 6   | 2015 | Der Zweite Weltkrieg. Fotos von der Front: Historische Aufnahmen des Weltenbrandes 1939–1945                                | ISBN 978-3-652-00453-4 |
| 7   | 2016 | Hamburg. Die Geschichte der Stadt in historischen Fotos                                                                     | ISBN 978-3-652-00536-4 |
| 8   | 2016 | Mythos Preußen 1618–1918 | ISBN 978-3-652-00537-1 |
| 9   | 2017 | Burgen und Schlösser. Deutschlands schönste Adelssitze                                                                      | ISBN 978-3-652-00660-6 |
| 10  | 2017 | Paris 1871–1968. Von der Belle Époque bis zu den Existenzialisten: Die Geschichte der Seine-Metropole in historischen Fotos | ISBN 978-3-652-00661-3 |
| 11  | 2018 | Der NS-Staat 1933–1945. Die nationalsozialistische Diktatur: Propaganda und Terror, Verfolgung und Vernichtungskrieg        | ISBN 978-3-652-00758-0 |
| 12  | 2018 | Feuersturm. Hamburg 1943 | ISBN 978-3-652-00759-7 |
| 13  | 2018 | Der Wilde Westen. Von Indianern und Cowboys, Siedlern und Revolverhelden: Amerikas Pionierzeit in historischen Fotos        | ISBN 978-3-652-00823-5 |
| 14  | 2019 | Die DDR. Die Geschichte des Arbeiter- und Bauern-Staates 1949–1990                                                          | ISBN 978-3-652-00871-6 |
| 15  | 2019 | Deutschland um 1900 | ISBN 978-3-652-00872-3 |
| 16  | 2019 | Israel. Die Geschichte des jüdischen Staates                                                                                | ISBN 978-3-652-00926-3 |
| 17  | 2020 | Nachkriegszeit. Deutschland 1945–1955                                                                                       | ISBN 978-3-652-00976-8 |
| 18  | 2020 | New York 1625–2001. Die Geschichte einer Weltstadt in historischen Bildern und Fotos                                        | ISBN 978-3-652-00977-5 |
| 19  | 2020 | Die Zwanziger Jahre. Drama und Zauber der Welt zwischen 1919 und 1929 in historischen Fotos                                 | ISBN 978-3-652-00978-2 |
| 20  | 2021 | Kolonialismus. Die Ära der Fremdherrschaft – und wie sie die Welt bis heute prägt                                           | ISBN 978-3-652-01051-1 |
| 21  | 2021 | Die Eroberung des Himmels. Von den ersten Flugversuchen bis zur Erkundung des Weltraums                                     | ISBN 978-3-652-01052-8 |
| 22  | 2021 | Der Zweite Weltkrieg. Ein globaler Konflikt in historischen Aufnahmen 1939–1945                                             | ISBN 978-3-652-01053-5 |
| 23  | 2022 | Jahrestage 2023. Denkwürdige Momente aus den vergangenen 100 Jahren – und wie sie unsere Gegenwart prägen                   | ISBN 978-3-652-01223-2 |
| 24  | 2023 | Jahrestage 2024. Denkwürdige Momente des 20. Jahrhunderts – und wie sie unsere Gegenwart prägen                             | ISBN 978-3-652-01284-3 |
| 25  | 2024 | Jahrestage 2025. Denkwürdige Momente des 20. Jahrhunderts – und wie sie unsere Gegenwart prägen                             | ISBN 978-3-652-01517-2 |

### Geo Epoche Kollektion

#### Geschichte und Beschreibung
Seit Dezember 2015 erscheint die Heftreihe Geo Epoche Kollektion. Die viermal pro Jahr erscheinende Heftreihe ist ein Best of früherer Geo-Epoche-Artikel zu einem Thema oder Zeitalter.

#### Liste der erschienenen Ausgaben
| Nr. | Jahr | Titel | ISBN                   |
| --- | ---- | --- | ---------------------- |
| 1   | 2015 | Das Mittelalter. Der Alltag in einer bewegten Zeit                                                                                   | ISBN 978-3-652-00581-4 |
| 2   | 2016 | Das deutsche Kaiserreich 1871–1914                                                                                                   | ISBN 978-3-652-00586-9 |
| 3   | 2016 | Das Leben im alten Rom | ISBN 978-3-652-00587-6 |
| 4   | 2016 | Die großen Entdecker | ISBN 978-3-652-00588-3 |
| 5   | 2016 | USA – Aufstieg einer Weltmacht 1776–1918                                                                                             | ISBN 978-3-652-00589-0 |
| 6   | 2017 | Germanen und Wikinger | ISBN 978-3-652-00690-3 |
| 7   | 2017 | Die Industrielle Revolution | ISBN 978-3-652-00691-0 |
| 8   | 2017 | Das antike Griechenland | ISBN 978-3-652-00692-7 |
| 9   | 2017 | Maya, Inka, Azteken. Die Geschichte der altamerikanischen Hochkulturen                                                               | ISBN 978-3-652-00693-4 |
| 10  | 2018 | Der Erste Weltkrieg 1914–1918 | ISBN 978-3-652-00788-7 |
| 11  | 2018 | Das Reich der Pharaonen 3300–30 v. Chr.                                                                                              | ISBN 978-3-652-00789-4 |
| 12  | 2018 | Die Weimarer Republik 1918–1933 | ISBN 978-3-652-00790-0 |
| 13  | 2018 | Der Dreißigjährige Krieg 1618–1648                                                                                                   | ISBN 978-3-652-00791-7 |
| 14  | 2019 | Der Zweite Weltkrieg in Europa 1939–1945                                                                                             | ISBN 978-3-652-00899-0 |
| 15  | 2019 | Hamburg. Die Geschichte der Freien und Hansestadt 810–1962                                                                           | ISBN 978-3-652-00900-3 |
| 16  | 2019 | England. Von Wilhelm dem Eroberer bis Elisabeth II. 1066–2019                                                                        | ISBN 978-3-652-00901-0 |
| 17  | 2019 | Die Deutschen. Band 1: Von Karl dem Großen bis Martin Luther 800–1517                                                                | ISBN 978-3-652-00902-7 |
| 18  | 2020 | Die Deutschen. Band 2: Vom Bauernkrieg bis zur Märzrevolution 1524–1848                                                              | ISBN 978-3-652-01007-8 |
| 19  | 2020 | Die Deutschen. Band 3: Von Bismarck bis zur Weimarer Republik 1862–1919                                                              | ISBN 978-3-652-01008-5 |
| 20  | 2020 | Die Deutschen. Band 4: Von Hitler bis zum Mauerfall 1933–1989                                                                        | ISBN 978-3-652-01009-2 |
| 21  | 2020 | Napoleon und die französische Revolution. Wie die Monarchie fällt und ein neuer Kaiser aufsteigt 1789–1815                           | ISBN 978-3-652-01010-8 |
| 22  | 2021 | Die großen Reiche der Weltgeschichte. Band 1: Antike. Wie die Imperien der Ägypter, Chinesen, Römer und anderer die Erde prägten     | ISBN 978-3-652-01056-6 |
| 23  | 2021 | Die großen Reiche der Weltgeschichte. Band 2: Mittelalter. Wie die Imperien der Mongolen, Franken, Inka und anderer die Erde prägten | ISBN 978-3-652-01057-3 |
| 24  | 2021 | Die großen Reiche der Weltgeschichte. Band 3: Neuzeit. Wie die Imperien der Habsburger, Osmanen, Zaren und anderer die Erde prägten  | ISBN 978-3-652-01058-0 |
| 25  | 2021 | Der Glaube an den einen Gott. Die großen monotheistischen Religionen: Judentum, Christentum, Islam                                   | ISBN 978-3-652-01059-7 |
| 26  | 2022 | Mörder, Diebe und Betrüger – Kriminalität von der Steinzeit bis zum 20. Jahrhundert                                                  | ISBN 978-3-652-01226-3 |
| 27  | 2022 | Berlin. Die Geschichte einer Metropole                                                                                               | ISBN 978-3-652-01227-0 |
| 28  | 2022 | Krieg im Mittelalter | ISBN 978-3-652-01228-7 |
| 29  | 2022 | Frauen, die Geschichte machten | ISBN 978-3-652-01229-4 |
| 30  | 2023 | Der Nahe Osten. Vom 15. Jahrhundert bis heute: Die Geschichte einer umkämpften Region                                                | ISBN 978-3-652-01287-4 |
| 31  | 2023 | China. Kaiserzeit und Kommunismus: Die Geschichte einer Großmacht von 221 v. Chr. bis heute                                          | ISBN 978-3-652-01288-1 |